# Magomed Bibulatov
Magomed Chasanovič Bibulatov (in russo Магомед Хасанович Бибулатов?; Ačchoj-Martan, 22 agosto 1988) è un artista marziale misto russo.
Combatte nella divisione dei pesi mosca per l'organizzazione statunitense UFC. In precedenza ha militato anche nella promozione WSOF, dove è stato il campione inaugurale di categoria.

## Carriera nelle arti marziali miste

### WSOF e WFCA
Nell'estate del 2015 Bibulatov sigla un contratto con la World Series of Fighting, terza più importante promozione statunitense dopo UFC e Bellator MMA. Compie il suo esordio il 7 ottobre dello stesso anno, a WSOF 24, battendo Donavon Frelow ai punti dopo tre round per il titolo inaugurale dei pesi mosca.
Dopo un solo match, tuttavia, Bibulatov decide di interrompere la propria permanenza in WSOF per fare ritorno in Russia. Per tutto il 2016 combatte nella promozione World Fighting Championship Akhmat (WFCA), avente sede a Groznyj, dove accumula tre vittorie.

### Ultimate Fighting Championship
La grande opportunità per il russo arriva nel gennaio 2017, quando sigla un contratto di quattro incontri per l'organizzazione UFC. Debutta nell'ottagono il 7 aprile seguente contro il filippino Jenel Lausa, dominando il match grazie alla superiorità nella lotta libera ed ottenendo una netta vittoria ai punti.

## Risultati nelle arti marziali miste
| Risultato | Record | Avversario  | Metodo              | Evento                         | Data          | Round | Tempo | Città                | Note |
| --------- | ------ | ----------- | ------------------- | ------------------------------ | ------------- | ----- | ----- | -------------------- | ---- |
| Vittoria  | 14-0   | Jenel Lausa | Decisione (unanime) | UFC 210: Cormier vs. Johnson 2 | 8 aprile 2017 | 3     | 5:00  | Buffalo, Stati Uniti |      |